# ديكلان هيوز
ديكلان هيوز (بالإنجليزية: Declan Hughes)‏ هو كاتب وكاتب مسرحي وكاتب سيناريو أيرلندي، ولد في 1963 في دبلن في جمهورية أيرلندا.

## وصلات خارجية
- الموقع الرسمي
- ديكلان هيوز على موقع IMDb (الإنجليزية)
- ديكلان هيوز على موقع قاعدة بيانات الأفلام السويدية (السويدية)
- ديكلان هيوز على موقع قاعدة بيانات الفيلم (الإنجليزية)